# イヴァン・ヴコヴィッチ
イヴァン・ヴコヴィッチ（Ivan Vuković、Иван Вуковић、1987年2月9日 - ）は、モンテネグロの元サッカー選手。元モンテネグロ代表。現役時代のポジションはFW。
Kリーグ時代の登録名はギガ（ハングル: 기가）。

## クラブ歴
2004年にFKゼタ・ゴルボヴツィに加入してプロサッカー選手となった。彼の加入した2004-2005シーズンはクラブ史上最高の成績であり、セルビア・モンテネグロ・プルヴァ・リーガではパルチザン・ベオグラード、レッドスター・ベオグラードに次ぐ3位につけた。
2006年にはFKブドゥチノスト・ポドゴリツァに移籍。ここで5シーズン過ごした彼はチームをモンテネグロ・プルヴァ・リーガ2位に4回、1位に1回導いた。103試合57得点の結果を残し、特に2009-2010、2010-2011のシーズンは成功し、60試合で39得点の活躍をした。これによって彼はモンテネグロサッカー協会から年間最優秀選手を受賞した。
2011年の夏にはクロアチアのハイドゥク・スプリトに42万5000ユーロで移籍。2012年8月9日のUEFAヨーロッパリーグ 2012-13の予選ラウンドではインテルナツィオナーレ・ミラノから得点を奪う活躍を見せた。
2013年6月には、22万ユーロで城南FCに移籍した。
2014年8月にはヨーロッパに戻りOFKベオグラードに加入。同年、FKムラドスト・ポドゴリツァに移籍。UEFAヨーロッパリーグ予選ではネフチ・バクーから得点を奪い、2次予選進出の立役者となった。
2015年8月にはイスラエルのマッカビ・ネタニヤFCに2年延長つきの1年契約で移籍したものの、1ヶ月もしないうちに解雇された。
その後再びFKムラドスト・ポドゴリツァに加入、2015-16シーズンの後半から再び同クラブでプレーすることとなった。

## 代表歴
かつてモンテネグロのアンダー代表の一員であった。その後、モンテネグロ代表として2009年11月18日に行われたベラルーシ代表戦でミロラド・ペコヴィッチと交代で初出場を果たした。